# Kanton Volonne
Volonne is een voormalig kanton van het Franse departement Alpes-de-Haute-Provence. Het kanton maakte deel uit van het arrondissement Forcalquier. Het werd opgeheven bij decreet van 24 februari 2014, met uitwerking op 22 maart 2015.

## Gemeenten
Het kanton Volonne omvatte de volgende gemeenten:

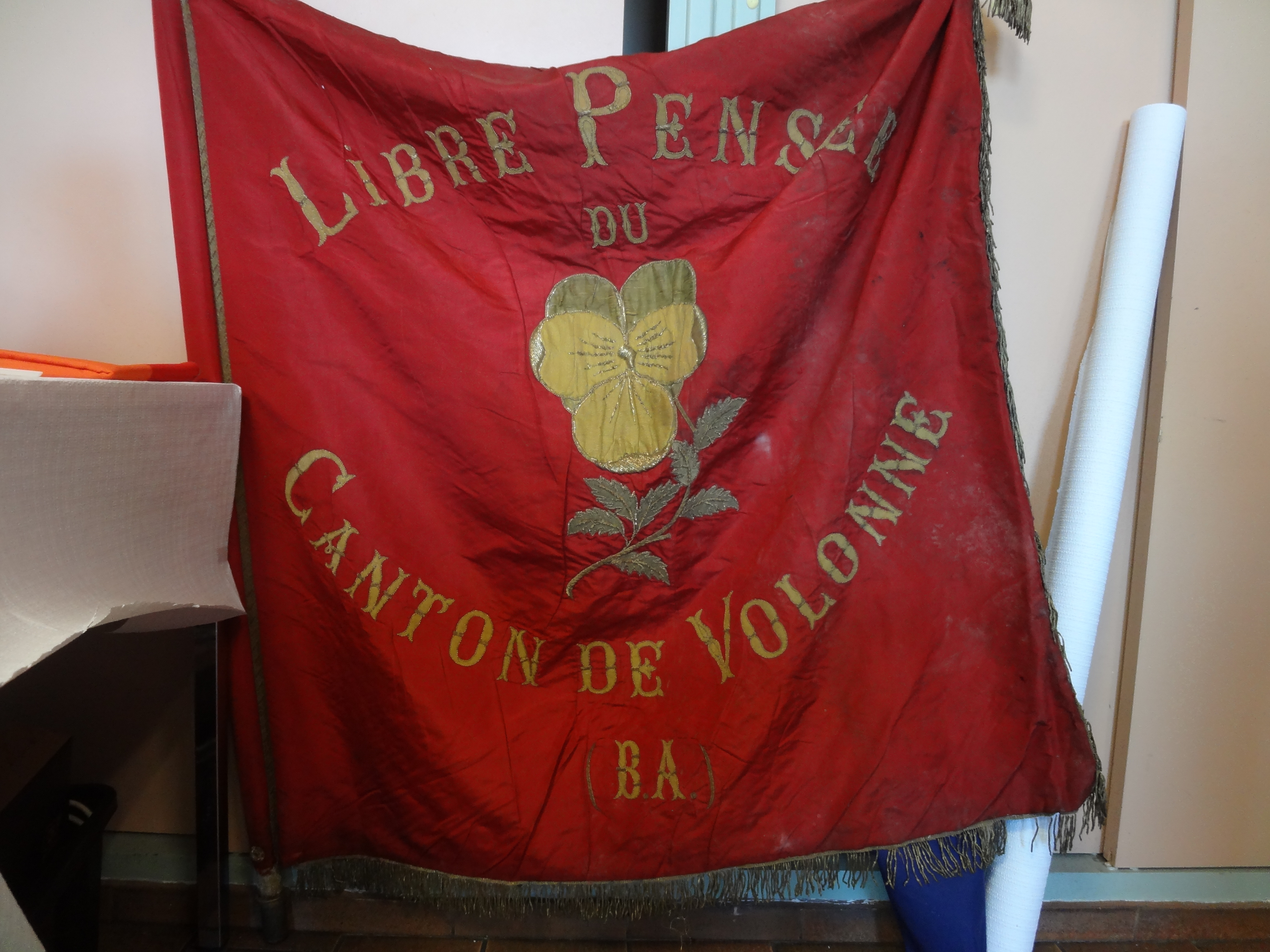
Vlag van La Libre pensée de Canton de Volonne

- Aubignosc
- Château-Arnoux-Saint-Auban
- Châteauneuf-Val-Saint-Donat
- L'Escale
- Montfort
- Peipin
- Salignac
- Sourribes
- Volonne (hoofdplaats)